# Lloyd Kaufman
Lloyd Kaufman (Stanley Lloyd Kaufman Jr.) (ur. 30 grudnia 1945 w Nowym Jorku; wym. koffman) – amerykański reżyser, producent filmowy i scenarzysta, specjalizujący się w filmach niskobudżetowych klasy B, głównie horrorach i komediach gore’owych.
W latach 60. studiował sinologię na Uniwersytecie Yale, gdzie poznał Michaela Herza. Razem z nim w 1974 założył wytwórnię filmową Troma. W 1985 dla owej wytwórni nakręcił swój najbardziej znany film, Toksyczny mściciel.

## Filmografia (jako reżyser)
- The Girl Who Returned (1969)
- The Battle of Love’s Return (1971)
- Big Gus, What's the Fuss? (1973)
- Squeeze Play! (1980)
- Waitress! (1981)
- The First Turn-On!! (1983)
- Stuck on You! (1984)
- Toxic Avenger (1985)
- Class of Nuke 'Em High (1986)
- Troma's War (1988)
- Toxic Avenger II i Toxic Avenger III: The Last Temptation of Toxie (1989)
- Sgt. Kabukiman N.Y.P.D. (1991)
- Tromeo and Juliet (1996)
- Troma's Edge TV (1999–2001) (26 półgodzinnych odcinków)
- Terror Firmer (1999) (bazujący na jego książce All I Need To Know about Filmmaking I Learned from the Toxic Avenger)
- Farts of Darkness: The Making of Terror Firmer (2000)
- Citizen Toxie: The Toxic Avenger IV (2000)
- Apocalypse Soon: The Making of 'Citizen Toxie'
- All The Love You Cannes (2002)
- Tales from the Crapper (2004)
- William Sloan Coffin and the Yale Class of 1968 (2005)
- Poultrygeist: Night of the Chicken Dead (2006)